# Esajas Kirke
Esajas Kirke eller Esajaskirken er en kirke i Upsalagade i Indre by umiddelbart sydvest for Holmens Kirkegård.

## Historie
Det københavnske Kirkefond stillede grunden til rådighed, mens kirken blev opført for penge indsamlet af menigheden. Kirken blev opført i perioden 1903-1912 og tegnet af arkitekten Thorvald Jørgensen. Først blev krypten bygget, som fungerede som kirkerum fra 1903. Resten af kirken stod færdig i 1912, hvorefter gudstjenesten rykkede op til det øvre kirkerum, mens krypten blev brugt af menighedssamfundet.
Fra 1932 til i hvert fald 1990 var kirkens menighed præget af at være delt i to lejre med hver sin præst.

## Kirkebygningen og inventar
Kirken deler med blandt andet dens massive facadetårne visse stiltræk med Tveje Merløse Kirke.
Kirken er opført i senromansk stil som en korskirke i røde mursten med granitkvadre i som fundament. Over korsskæringen er et centraltårn med pyramidespir, i østgavlen er en lille apsis, og mod vest to tårne med pyramidespir. Hovedindgangen i vest er ad en granitportal, der flankeres af to ærkeengle udført af Anders Bundgaard. Kirkeskibet er tredelt. Midterskibet og korsarmene har tøndehvælv, korsskæring og sideskibe har krydshvælv.
En glasmosaik fra 1914 af Joakim Skovgaard, med korsfæstelsen som motiv, fungerer som alterudsmykning. Orgelet har 16 stemmer og blev bygget af Frobenius Orgelbyggeri i 1958.

## Kirkebygningen
- Indgang

### Literatur
- Storbyens virkeliggjorte længsler ved Anne-Mette Gravgaard. Kirkerne i København og på Frederiksberg 1860-1940. Foreningen til Gamle Bygningers Bevaring 2001. ISBN 87-87546-18-3

## Eksterne kilder og henvisninger
- Esajas Kirke Arkiveret 31. januar 2011 hos  Wayback Machine hos nordenskirker.dk
- Esajas Kirke Arkiveret 19. september 2015 hos  Wayback Machine hos KortTilKirken.dk
- Esajas Kirke i Østervold Sogn Arkiveret 3. april 2013 hos  Wayback Machine